# Jákó Vera
Jákó Vera (Budapest, 1934. augusztus 2. – Budapest, 1987. november 18.) magyar nótaénekesnő, előadóművész.

## Élete
Tanulmányait az Országos Szórakoztatózenei Központban végezte, majd Molnár Imre főiskolai tanárnál és Kovács Magda énektanárnál tanult. 1964-ben tűnt fel a Magyar Rádió egyik tehetségkutató versenyén. 1974-től Európában több országban vendégszerepelt. Későbbiekben szinte minden földrészen sikereket aratott. (Brazília, Kanada, Ausztrália, Nagy-Britannia stb.).
Előadásait a magas színvonalú éneklés és a kitűnő megjelenés jellemezte, amelyek egyben védjegyévé váltak. A magyar nóta magas színvonalú éneklésével rendkívüli sikereket aratott. 18 hanglemezen működött közre. 1 nagylemeze jelent meg Csendül a nóta címmel. 1985-ben Állami kitüntetésben részesült. Nagylemezén kívül 12 magnókazettája és 6 videokazettája jelent meg. Többször szerepelt a Magyar Televízióban. 1977 szilveszterén közreműködött a Szilveszteri nótaszó című műsorban, ahol 2 önálló dalt énekelt el. 1987-ben halt meg Budapesten. Sírja a Farkasréti temetőben található. Emlékére minden évben odaítélik a Jákó Vera-díjat.

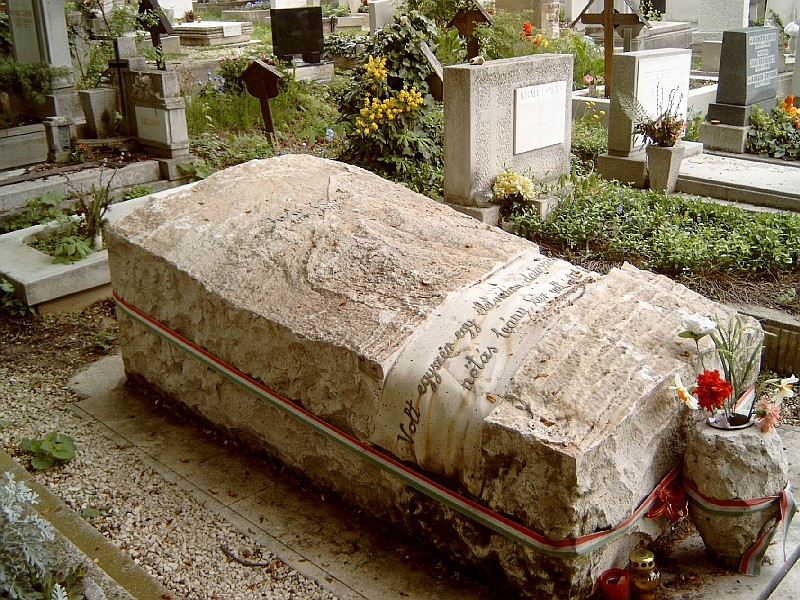
Jákó Vera sírja Budapesten. Farkasréti temető: 25/1-1-82. Kő Pál alkotása.

## Magánélete
1972-től Ábrahám Dezsővel, az 56-os Magyarok Világtanácsának főtitkárával élt házasságban.

## Lemezei
- Csendül a nóta

## Díjai
- SZOT-díj (1985)

## Emlékezete
- Jákó Vera Alapítvány
- Jákó Vera Nótaszínház
- Jákó Vera-díj